# Dorothy Jeakins
Dorothy Jeakins (San Diego, 11 gennaio 1914 – Santa Barbara, 21 novembre 1995) è stata una costumista statunitense.

## Biografia
Californiana di San Diego, Dorothy Jeakins studiò a Los Angeles. Al liceo, le fu offerto di studiare all'Otis Art Institute (conosciuta al giorno d'oggi come Otis College of Art and Design). Cominciò a lavorare per i progetti della Works Progress Administration e per Walt Disney nel 1930. Designer di moda presso I. Magnin, magazzini specializzati nel lusso e nell'alta moda, venne notata dal regista Victor Fleming. Per lui, disegnò insieme a Barbara Karinska i costumi per la Giovanna d'Arco, costumi che le valsero l'Oscar 1949, il primo assegnato nella categoria.
Cosa inusuale per la Hollywood di quel periodo, Jeakins non si legò mai con contratti a lungo termine a uno studio, preferendo rimanere una freelance. Nei quasi quarant'anni che seguirono, lavorò con continuità e vinse ancora altri due Oscar. Uno nel 1951, insieme a un team di costumisti che comprendeva Edith Head, per il kolossal Sansone e Dalila di DeMille; il secondo, nel 1965, per La notte dell'iguana. 
Nella sua carriera, durata fino ai tardi anni ottanta, Dorothy Jeakins ottenne dodici candidature all'Oscar. Lavorò più di una volta con Cecil B. DeMille, con John Huston e Henry Koster. E poi con Lewis Milestone, Henry Hathaway, Jean Negulesco, Joshua Logan.
Lavorò anche per la televisione, disegnando costumi per l'ABC-TV e la CBS-TV.

## Filmografia

### Costumista
- Giovanna d'Arco (Joan of Arc), regia di Victor Fleming (1948)
- Sansone e Dalila (Samson and Delilah), regia di Cecil B. DeMille (1949)
- Cirano di Bergerac (Cyrano de Bergerac), regia di Michael Gordon (1950)
- Niagara, regia di Henry Hathaway (1953)
- I dieci comandamenti (The Ten Commandments), regia di Cecil B. DeMille (1956)
- South Pacific, regia di Joshua Logan (1958)
- Verdi dimore (Green Mansions), regia di Mel Ferrer (1959)
- Gli spostati (The Misfits), regia di John Huston (1961)
- Capobanda (The Music Man), regia di Morton DaCosta (1962)
- L'amaro sapore del potere (The Best Man), regia di Franklin J. Schaffner (1964)
- La notte dell'iguana (The Night of the Iguana), regia di John Huston (1964)
- Tutti insieme appassionatamente (The Sound of Music), regia di Robert Wise (1965)
- La notte dell'agguato (The Stalking Moon), regia di Robert Mulligan (1968)
- Città amara - Fat City (Fat City), regia di John Huston (1972)
- Hindenburg (The Hindenburg), regia di Robert Wise (1975)

### Attrice
- Hawaii, regia di George Roy Hill (1966)

### Film e documentari in cui compare Jeakins
- The 68th Annual Academy Awards, regia di Jeff Margolis (1996)